# Ehemalige Höhere Technische Lehranstalt Windisch

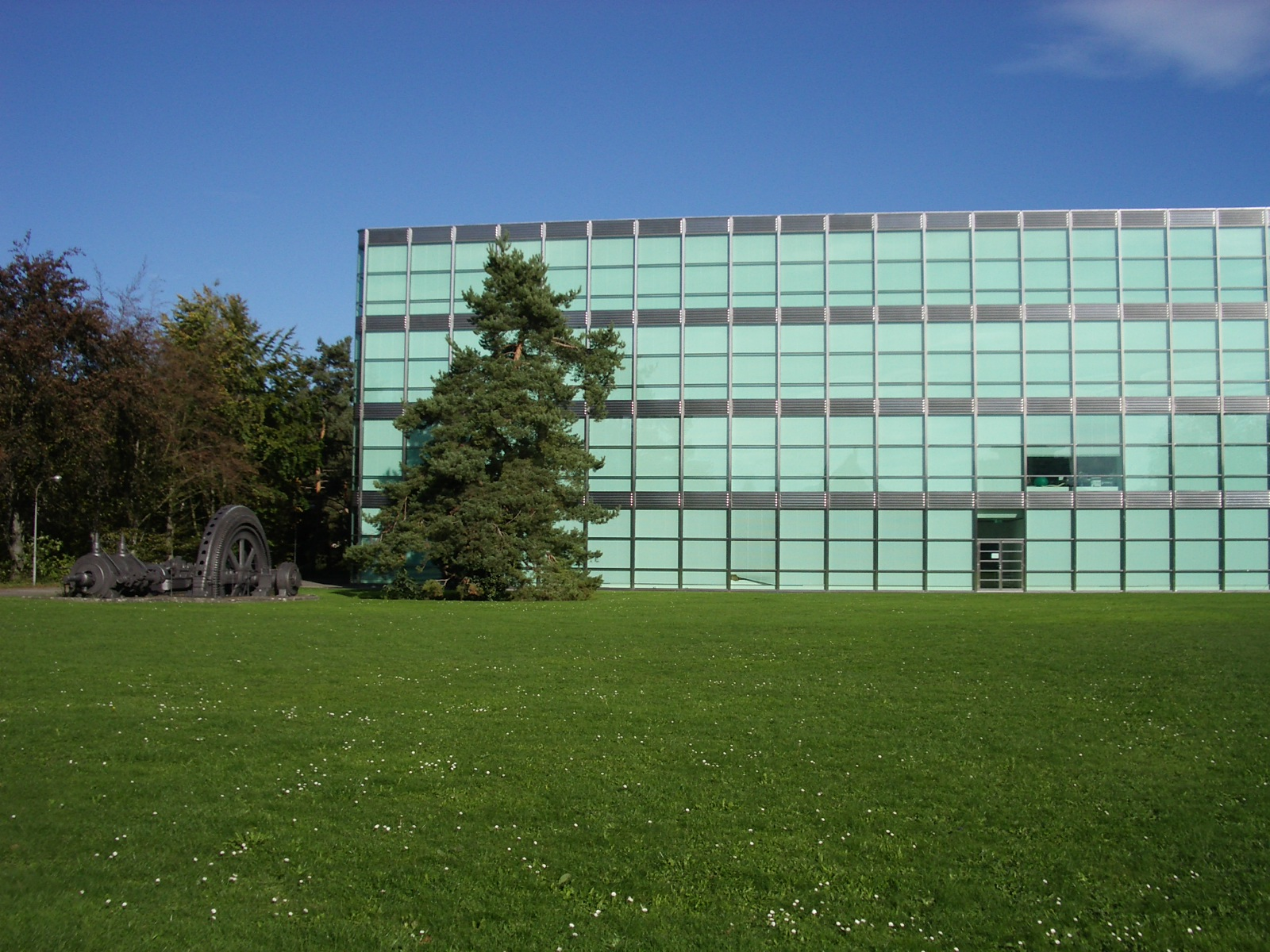
Ehemalige Höhere Technische Lehranstalt Windisch

Die ehemalige Höhere Technische Lehranstalt Windisch (HTL) ist ein Schulgebäude in Windisch im Kanton Aargau und ein Kulturgut von nationaler Bedeutung. Es ist heute Teil des Campus Windisch der Fachhochschule Nordwestschweiz.

## Beschreibung
Bei der von 1964 bis 1966 nach Plänen von Fritz Haller erbauten höheren technischen Lehranstalt, die 1968 bis 1970 um das Mensa- und Aulagebäude erweitert wurde, handelt es sich um «Stahlkettenbauten mit Fachwerkträgern und demontierbaren inneren Trennwänden, mit einer Aussenhaut aus Chromnickelstahl und Antheliosverbundglas. Die ausgewogen zueinander in Beziehung gesetzten Kuben mit dem grünlich irisierenden Glasmantel sind von schwereloser Eleganz.»
Die Lehranstalt wurde im Jahr 1965 eröffnet. In der Anfangsphase waren Räume der Bezirksschule Windisch, des Gemeindehauses Windisch und der Gewerbeschule Brugg genutzt worden. Zu Beginn des zweiten Studienjahres (Oktober 1966) konnte der Betrieb im Haupt- und Laborgebäude aufgenommen werden. Das Mensa- und das Aulagebäude wurden aus finanziellen Gründen anschliessend erbaut.

## Baugeschichte und Architektur
1957 bewarb sich die Gemeinde Windisch um den Sitz der neu zu gründenden höheren technischen Lehranstalt und stellte für den Fall eines positiven Bescheids einen Beitrag von 60'000 Franken in Aussicht. Das Technikum, das schliesslich an der Verbindungsstrasse Brugg–Baden in unmittelbarer Nähe des Bahnhofs Brugg zu stehen kam, entstand 1964 bis 1966 nach Plänen von Fritz Haller. In einer zweiten Etappe wurde 1968 das Mensa- und Aulagebäude hinzugefügt und 1970 eröffnet.
Durch die Aufgabe, eine neu gegründete und somit nicht genau definierte Schule zu bauen, sahen sich die Architekten dazu veranlasst, Raumordnungen und Baukonstruktionen zu entwickeln, die jederzeit mit möglichst wenig Aufwand Veränderungen zuliessen. Es erwies sich aber als schwierig, im Rahmen eines aktuellen Bauprojekts einen vollständigen Gebäudekasten auszuarbeiten; insofern war die HTL Windisch Auslöser für Hallers spätere, objektunabhängige Bausystem-Studien. Zur Erhöhung der Flexibilität im Bereich der Klassenzimmer und Zeichensäle wurde zwischen Raumgruppen mit normalen Installationen im Hauptgebäude und solchen mit Spezialinstallationen im Laborgebäude unterschieden. Bei diesen als Stahlskelettkonstruktionen mit Fachwerkträgern errichteten Bauten sind mit Ausnahme der Umwandung der Installationskerne und der Unterlagsböden alle Bauteile vorgefertigt und trocken montiert. Die vorgehängte Aussenhaut (Vorhangfassade) besteht aus Chromnickelstahl und Anthelios-Verbundglas. Alle Räume sind vollklimatisiert; alle inneren Trennwände demontierbar. Ein hochentwickeltes Installationssystem gewährt grosse Flexibilität.